# Студенцова, Ирина Андреевна
Ири́на Андре́евна Студенцо́ва (1 мая 1933, Казань — 17 декабря 2002, Казань) — советский и российский фармаколог, профессор, соавтор более 250 публикаций, 25 изобретений, руководитель и консультант 30 кандидатских и 10 докторских диссертаций.

## Происхождение и семья
Ирина Андреевна Студенцова родилась 1 мая 1933 года в Казани в семье известных ученых.
Дед Леонид Степанович Сапожников (1878—1937) — профессор, первый ректор Сибирского ветеринарно-зоотехнического института, основатель школы казанских и омских ветеринарных хирургов.
Отец Андрей Петрович Студенцов (25.11.1903 — 18.12.1967) — чл.-корр. ВАСХНИЛ, профессор, основоположник казанской школы ветеринарных акушеров.
Мать Татьяна Леонидовна Студенцова-Сапожникова (20.07.1908 — 08.06.1982) — доцент Казанского ветеринарного института, гистолог.
В августе 1956 года Ирина Андреевна вышла замуж за Андрея Оскаровича Визеля, химика, сотрудника Института органической и физической химии им. А. Е. Арбузова Казанского научного центра РАН.
Сын Визель Александр Андреевич (24.07.1957, Казань) — профессор, заведующий кафедрой фтизиопульмонологии Казанского государственного медицинского университета.

## Образование и научная деятельность
В 1951 году И. А. Студенцова окончила Казанскую женскую гимназию № 15 (ныне — школа № 18) с серебряной медалью. Параллельно с общеобразовательной, она успешно окончила музыкальную школу.
С 1952 по 1958 г.г. обучалась на лечебном факультете Казанского государственного медицинского института (КГМИ). В первые студенческие годы Ирина Андреевна активно занималась в научном кружке при кафедре анатомии КГМИ. Сравнительная серия изготовленных ею препаратов головного мозга ряда животных и сегодня хранится в музее кафедры. К концу учёбы определилось направление её собственных научных интересов — изучение биологической активности новых фосфорорганических соединений.
С 1953 по 1958 год Ирина Андреевна — член совета студенческого научного общества (СНО), 1956—1957 — председатель совета СНО, 1978 −1986 гг.- научный руководитель СНО КГМИ. Она добилась того, что одним из критериев приёма в аспирантуру и клиническую ординатуру стала рекомендация СНО. В 2010 году СНО Казанского государственного медицинского университета получило название «Студенческое научное общество имени И. А. Студенцовой КГМУ».
В 1958—1998 годах работала на кафедре фармакологии Казанского медицинского института, где прошла путь старшего лаборанта, ассистента, доцента и профессора.
В 1963 году на кафедре фармакологии КГМИ И. А. Студенцова приступила к исследованиям антибластомных и токсических свойств фосфорорганических эпоксидов. Завершением этого направления деятельности Ирины Андреевны явилось создание антибластомных лекарственных препаратов цидифоса и глицифона.
В 1967 г. защитила кандидатскую диссертацию на тему: «Антибластомное и токсическое действие некоторых фосфорорганических эпоксидов в эксперименте», под руководством профессора Н. В. Лазарева (Ленинград) и доцента Т. В. Распоповой.
В 60-е годы И. А. Студенцова много работала совместно с А. О. Визелем — учеником и сотрудником академика Б. А. Арбузова в Институте органической и физической химии им. А. Е. Арбузова Казанского научного центра РАН. Совместно они выполняли комплексные работы по синтезу и исследованию биологических свойств новых фосфорорганических соединений (ФОС). Результатом этой работы стала концепция целесообразности поиска новых лекарственных средств в ряду неантихолинэстеразных ФОС.
В 1975 г. защитила докторскую диссертацию «Экспериментальное обоснование внедрения малотоксичных неантихолинэстеразных фосфорорганических соединений в клиническую практику», научные консультанты: профессора В. А. Чернов (Москва) и И. В. Заиконникова (Казань). Продуктивность концепции проиллюстрирована созданием и введением в клиническую практику оригинального отечественного препарата димефосфон метаболического типа действия, обладающего широким спектром лечебных свойств. Таким образом основным фундаментальным результатом научно-исследовательской деятельности Ирины Андреевны явилось изменение взглядов фармакологов и химиков на возможности создания фосфорсодержащих лекарств и применения их в медицине.
В 1980 г. Ирина Андреевна стала организатором и первым руководителем исследовательской группы «Летопись», целью которой было исследование истории СНО и Казанских медицинских школ. Члены группы восстановили архив СНО, который в настоящее время бережно хранится в музее КГМУ.

## Ученики
Царегородцев А. Д. Гараев Р. С.
Булатов В. П.
Собчук Л. И.
Гатауллин И. А.
Аляветдинов Р. И.
Зиганшин А. У.
Садекова Я. Х.
Гилязиев М. Г.
Анчикова Л. И.
Зиганшина Л. Е.
Мороков В.С
Поздняк А. О.
Булатов С. А.
Фазылов В. Х.
Исмагилов В. Ш.
Малышев В. Г.
Хафизьянова Р. Х.
Красножен В. Н.
Горожанин А. В.
Гилев А. В.
Акберова С. А.
Зиганшина Л. Е.
Данилов В. И.
Куршакова Л. Н.
Семенов В. В.
Киньябулатов А. У.
Егорова С. Н.

## Награды и премии
- Заслуженный деятель науки РТ
- Лауреат Государственной премии Республики Татарстан в области науки и техники (1994 г.)
- Бронзовая медаль ВДНХ СССР
- Грамота ЦК ВЛКСМ
- Медаль «Ветеран труда»
- Знак «За охрану природы России»